# Бражник, Игорь Иванович
Игорь Иванович Бражник — мастер спорта СССР по лёгкой атлетике, заслуженный тренер России.

## Биография
Игорь Иванович Бражник становился чемпионом и рекордсменом России среди ветеранов по лёгкой атлетике. Среди его учеников есть 2 заслуженных мастера спорта России, 21 мастер спорта России и 8 мастеров спорта международного класса. Его ученики — чемпионы Паралимпийских игр, победители и призёры Кубков России, побеждали на международных соревнованиях по лёгкой атлетике. Игорь Бражник — первый тренер бобслеиста Максима Белугина.
Среди его учеников — чемпион России по лёгкой атлетике Иван Юшков. По словам спортсмена, тренер был ему как второй отец и воспитал его как спортсмена и как личность. Иван Юшков стал мастером спорта международного класса в толкании ядра, участвовал в двух Олимпийских Играх. Виктор Соснин — еще один ученик Игоря Бражника — установил рекорд СССР в толкании ядра — 20.44 в 1984 году.
В 2014 году Игорь Бражник занял второе место в метании диска на чемпионате мира по лёгкой атлетике, который проводился среди ветеранов.
Был одним из факелоносцев, которые принимали участие в эстафете олимпийского огня в городе Иркутске в 2013 году.

## Награды и звания
- Почётное звание «Заслуженный работник физической культуры РФ»
- Медаль ордена «За заслуги перед Отечеством» II степени
- Почётный знак «За заслуги в развитии Олимпийского движения России»
- Памятная медаль «XXII Олимпийские зимние игры и XI Паралимпийские зимние игры 2014 года в городе Сочи»[1]